# Liste des visites d'État effectuées par Élisabeth II
Élisabeth II a entrepris un certain nombre de visites d'État et officielles au cours de son règne de 70 ans (1952 à 2022), ainsi que des voyages à travers le Commonwealth (en), faisant d'elle le chef d'État ayant le plus voyagé de l'histoire. Elle n'avait pas besoin d'un passeport pour voyager à l'étranger, dans la mesure où tous les passeports britanniques étaient délivrés en son nom.

Carte des voyages à l'étranger effectués par Élisabeth II. Une couleur plus foncée correspond à un plus grand nombre de visites.

En plus du Royaume-Uni, Élisabeth II était la reine de plusieurs États indépendants, appelés « royaumes du Commonwealth ». Si le gouverneur général de chacun de ces pays effectuait généralement des visites d'État au nom de la reine, Élisabeth II a également représenté à deux reprises le Canada lors de visites d'État.

## En tant que reine du Canada
| Date                      | Pays        | Villes visitées                 | Hôte                            |
| ------------------------- | ----------- | ------------------------------- | ------------------------------- |
| 17 – 20 octobre 1957      | États-Unis, | Jamestown, Washington, New York | Dwight D. Eisenhower            |
| 27 juin et 6 juillet 1959 | États-Unis, | Massena, Chicago                | Richard Nixon, William Stratton |

## En tant que reine du Royaume-Uni
| Date                           | Pays                    | Villes visitées | Hôte                          |
| ------------------------------ | ----------------------- | --- | ----------------------------- |
| 29 novembre 1953               | Zone du canal de Panama | Colón | John States Seybold           |
| 29 – 30 novembre 1953          | Panama                  | Panama | José Antonio Remón Cantera    |
| 1er mai 1954                   | Libye                   | Tobruk | Idris Ier                     |
| 24 – 26 juin 1955              | Norvège                 | Oslo | Haakon VII                    |
| 8 – 10 juin 1956               | Suède                   | Stockholm | Gustave VI Adolphe            |
| 18 – 21 février 1957           | Portugal                | Montijo, Setúbal, Lisbonne, Queluz, Caldas da Rainha, Nazaré, Alcobaça, Batalha, Vila Franca de Xira | Craveiro Lopes                |
| 8 – 11 avril 1957              | France                  | Paris, Lille | René Coty                     |
| 21 – 23 mai 1957               | Danemark                | Copenhague | Frédéric IX                   |
| 17 – 20 octobre 1957           | États-Unis,             | New York, Washington, Williamsburg | Dwight D. Eisenhower          |
| 25 – 27 mars 1958              | Pays-Bas                | Amsterdam, Delft, Rotterdam, La Haye, | Juliana                       |
| 26 février – 2 mars 1961       | Népal                   | Katmandou, Pokhara | Mahendra                      |
| 2 – 6 mars 1961                | Iran                    | Téhéran, Ispahan, Persépolis | Mohammad Reza Pahlavi         |
| 2 – 5 mai 1961                 | Italie                  | Rome, Naples, Venise, Florence, Milan, Cagliari, Turin, | Giovanni Gronchi              |
| 5 mai 1961                     | Vatican                 | Vatican | Jean XXIII                    |
| 23 novembre 1961               | Liberia                 | Monrovia | William Tubman                |
| 1er – 8 février 1965           | Éthiopie                | Addis-Abeba, Asmara, Gondar | Haïlé Sélassié                |
| 8 – 12 février 1965            | Soudan                  | Khartoum, Al-Ubayyid | Tijani al-Mahi                |
| 18 – 28 mai 1965               | Allemagne de l'Ouest    | Bonn, Königswinter, Coblence, Kaub, Wiesbaden, Munich, Stuttgart, Marbach, Schwäbisch Hall, Cologne, Düsseldorf, Duisbourg, Soest, Gütersloh, Hanovre, Hambourg,                                                                                    | Heinrich Lübke                |
| 27 mai 1965                    | Berlin-Ouest            | Berlin-Ouest | Willy Brandt                  |
| 9 – 13 mai 1966                | Belgique                | Bruxelles, Anvers | Baudouin                      |
| 5 – 11 novembre 1968           | Brésil                  | Recife, Salvador, Brasilia, São Paulo, Rio de Janeiro | Artur da Costa e Silva        |
| 11 – 18 novembre 1968          | Chili                   | Santiago, Valparaíso, Pucón | Eduardo Frei Montalva         |
| 5 – 10 mai 1969                | Autriche                | Vienne, Salzbourg, Innsbruck | Franz Jonas                   |
| 18 – 25 octobre 1971           | Turquie                 | Ankara, Izmir, Istanbul, Kusadasi, Éphèse, Gallipoli | Cevdet Sunay                  |
| 10 – 15 février 1972           | Thaïlande               | Bangkok | Rama IX                       |
| 13 – 14 mars 1972              | Maldives                | Malé, Gan | Ibrahim Nasir                 |
| 15 – 19 mai 1972               | France                  | Paris | Georges Pompidou              |
| 17 – 21 octobre 1972           | Yougoslavie             | Belgrade, Dubrovnik, Zagreb, | Josip Broz Tito               |
| 15 – 22 mars 1974              | Indonésie               | Bali, Jakarta, Magelang, Yogyakarta, | Suharto                       |
| 24 février – 1er mars 1975     | Mexique                 | Mexico, Cozumel, Oaxaca, Guanajuato, Mérida, Tizimín, Veracruz | Luis Echeverría Álvarez       |
| 7 – 12 mai 1975                | Japon                   | Tokyo, Osaka, Kyoto, Ise, | Hirohito                      |
| 25 – 28 mai 1976               | Finlande                | Helsinki, Turku, Jyväskylä | Urho Kekkonen                 |
| 6 – 11 juillet 1976            | États-Unis              | Philadelphie, Washington, New York, New Haven, Charlottesville, Providence, Boston, | Gerald Ford                   |
| 8 – 12 novembre 1976           | Luxembourg              | Luxembourg | Jean                          |
| 9 février 1977                 | Samoa américaines       | Pago Pago | Frank Barnett                 |
| 22 – 26 mai 1978               | Allemagne de l'Ouest    | Bonn, Mayence, Brême, Bremerhaven, Kiel, | Walter Scheel                 |
| 26 mai 1978                    | Berlin-Ouest            | Berlin-Ouest, | Dietrich Stobbe               |
| 12 – 14 février 1979           | Koweït                  | Koweït | Jaber al-Ahmad al-Sabah       |
| 14 – 17 février 1979           | Bahreïn                 | | Issa ben Salmane Al Khalifa   |
| 17 – 20 février 1979           | Arabie saoudite         | Riyad, Dhahran | Khaled ben Abdelaziz Al Saoud |
| 21 – 24 février 1979           | Qatar                   | | Khalifa ben Hamad Al Thani    |
| 24 – 27 février 1979           | Émirats arabes unis     | Abou Dabi, Dubai | Zayed ben Sultan Al Nahyane   |
| 28 février – 2 mars 1979       | Oman                    | Muscat, Nizwa | Qabus ibn Saïd                |
| 16 mai 1979                    | Danemark                | Copenhague, Aalborg | Margrethe II                  |
| 29 avril – 2 mai 1980          | Suisse                  | Berne, Bâle (Grün 80), Lausanne (Palais de Beaulieu), Lucerne, lac des Quatre-Cantons à bord du Stadt Luzern, Grütli, Montreux (en train MOB depuis Wimmis), Veytaux (château de Chillon), Zurich, Genève (Comité international de la Croix-Rouge), | Georges-André Chevallaz,      |
| 14 – 17 octobre 1980           | Italie                  | Rome, Gênes, Naples, Pompéi, Palerme | Sandro Pertini                |
| 17 octobre 1980                | Vatican                 | Vatican | Jean-Paul II                  |
| 21 – 23 octobre 1980           | Tunisie                 | Tunis, Borj El Amri | Habib Bourguiba               |
| 25 – 27 octobre 1980           | Algérie                 | Alger | Chadli Bendjedid              |
| 27 – 30 octobre 1980           | Maroc                   | Rabat, Marrakech, Casablanca | Hassan II                     |
| 5 – 8 mai 1981                 | Norvège                 | Oslo | Olav V                        |
| 17 – 22 février 1983           | Mexique                 | Acapulco, Lázaro Cárdenas, Puerto Vallarta, La Paz | Miguel de la Madrid           |
| 26 février – 6 mars 1983       | États-Unis              | San Diego, Palm Springs, Los Angeles, Sierra Madre, Duarte, Santa Barbara, San Francisco, Sacramento, Stanford, Palo Alto, Yosemite, Portland, Seattle                                                                                              | Ronald Reagan                 |
| 25 – 28 mai 1983               | Suède                   | Stockholm, Göteborg | Charles XVI Gustave           |
| 26 – 30 mars 1984              | Jordanie                | Amman, Pétra, Aqaba | Hussein                       |
| 25 – 29 mars 1985              | Portugal                | Lisbonne, Évora, Porto | António Ramalho Eanes         |
| 17 – 21 février 1986           | Népal                   | Katmandou | Birendra Bir Bikram Shah Dev  |
| 12 – 18 octobre 1986           | Chine                   | Pékin, Shanghai, Xi'an, Kunming, Guangzhou | Li Xiannian                   |
| 26 – 27 mai 1987               | Allemagne de l'Ouest    | | Richard von Weizsäcker        |
| 4 – 5 juillet 1988             | Pays-Bas                | La Haye, Amsterdam | Beatrix                       |
| 17 – 21 octobre 1988           | Espagne                 | Madrid, Séville, Barcelone, Majorca | Juan Carlos Ier               |
| 25 – 27 juin 1990              | Islande                 | Reykjavík | Vigdís Finnbogadóttir         |
| 23 novembre 1990               | Allemagne               | Bonn, Weeze | Richard von Weizsäcker        |
| 14 – 26 mai 1991               | États-Unis              | Washington, Arlington, Baltimore,Tampa, Miami, Austin, San Antonio, Dallas, Houston | George H. W. Bush             |
| 9 – 12 juin 1992               | France                  | Paris, Blois, Bordeaux | François Mitterrand           |
| 19 – 23 octobre 1992           | Allemagne               | Bonn, Berlin, Leipzig, Dresde | Richard von Weizsäcker        |
| 4 – 7 mai 1993                 | Hongrie                 | Budapest, Kecskemét, Bugac | Árpád Göncz                   |
| 7 août 1993                    | Belgique                | Bruxelles (pour les funérailles du roi Baudouin) | Albert, prince de Liège       |
| 6 mai 1994                     | France                  | Calais (inauguration du tunnel sous la Manche) | François Mitterrand           |
| 17 – 20 octobre 1994           | Russie                  | Moscou, Saint-Pétersbourg | Boris Eltsine                 |
| 21 octobre 1994                | Finlande                | Helsinki | Martti Ahtisaari              |
| 25 – 27 mars 1996              | Pologne                 | Varsovie, Cracovie | Aleksander Kwaśniewski        |
| 27 – 29 mars 1996              | République tchèque      | Prague, Brno | Václav Havel                  |
| 28 octobre – 1er novembre 1996 | Thaïlande               | Bangkok, Ayutthaya | Rama IX                       |
| 11 novembre 1998               | Belgique                | Ypres | Albert II                     |
| 19 – 22 avril 1999             | Corée du Sud            | Séoul, Andong | Kim Dae-jung                  |
| 16 – 19 octobre 2000           | Italie                  | Rome, Milan | Carlo Azeglio Ciampi          |
| 17 octobre 2000                | Vatican                 | Vatican | Jean-Paul II                  |
| 30 mai – 1er juin 2001         | Norvège                 | Oslo | Harald V                      |
| 5 – 7 avril 2004               | France                  | Paris, Toulouse | Jacques Chirac                |
| 2 – 4 novembre 2004            | Allemagne               | Berlin, Potsdam, Düsseldorf | Horst Köhler                  |
| 16 – 17 octobre 2006           | Lituanie                | Vilnius | Valdas Adamkus                |
| 18 – 19 octobre 2006           | Lettonie                | Riga | Vaira Vike-Freiberga          |
| 19 – 20 octobre 2006           | Estonie                 | Tallinn | Toomas Hendrik Ilves          |
| 5 février 2007                 | Pays-Bas                | La Haye, Amsterdam | Beatrix                       |
| 3 – 8 mai 2007                 | États-Unis              | Washington, Richmond, Jamestown, Williamsburg, Lexington, Louisville, Greenbelt | George W. Bush                |
| 11 – 12 juillet 2007           | Belgique                | Bruxelles, Ypres, Laeken, Wavre | Albert II                     |
| 13 – 16 mai 2008               | Turquie                 | Ankara, Istanbul, Bursa | Abdullah Gül                  |
| 21 – 22 octobre 2008           | Slovénie                | Ljubljana, Kranj | Danilo Türk                   |
| 23 – 24 octobre 2008           | Slovaquie               | Bratislava, Starý Smokovec, Hrebienok, Poprad | Ivan Gasparovic               |
| 24 – 25 novembre 2010          | Émirats arabes unis     | Abou Dabi | Khalifa ben Zayed Al Nahyane  |
| 25 – 28 novembre 2010          | Oman                    | Muscat | Qabus ibn Saïd                |
| 17 – 20 mai 2011 (en)          | Irlande                 | Dublin, Kildare, Cashel, Cork | Mary McAleese                 |
| 3 avril 2014                   | Italie                  | Rome | Giorgio Napolitano            |
| 3 avril 2014                   | Vatican                 | Vatican | François                      |
| 5 – 7 juin 2014                | France                  | Paris, Normandie | François Hollande             |
| 23 – 26 juin 2015              | Allemagne               | Berlin, Francfort, Celle | Joachim Gauck                 |